# Karczmiska (stacja kolejowa)
Karczmiska – wąskotorowa węzłowa stacja kolejowa w Karczmiskach Pierwszych, w powiecie opolskim, w województwie lubelskim, w Polsce.

## Historia
Stacja powstała w 1911 roku. Stacja obsługiwała regularny ruch pasażerski do 1993 roku, zaś towarowy do 2001 roku. Od 1994 roku (z przerwami w latach 2001-2003 i 2008-2011 oraz 2020-2021) kursują sezonowe pociągi turystyczne.
3 lipca 2022 roku osłonięto kamień upamiętniający 130-lecie Nadwiślańskiej Kolejki Wąskotorowej.

## Galeria

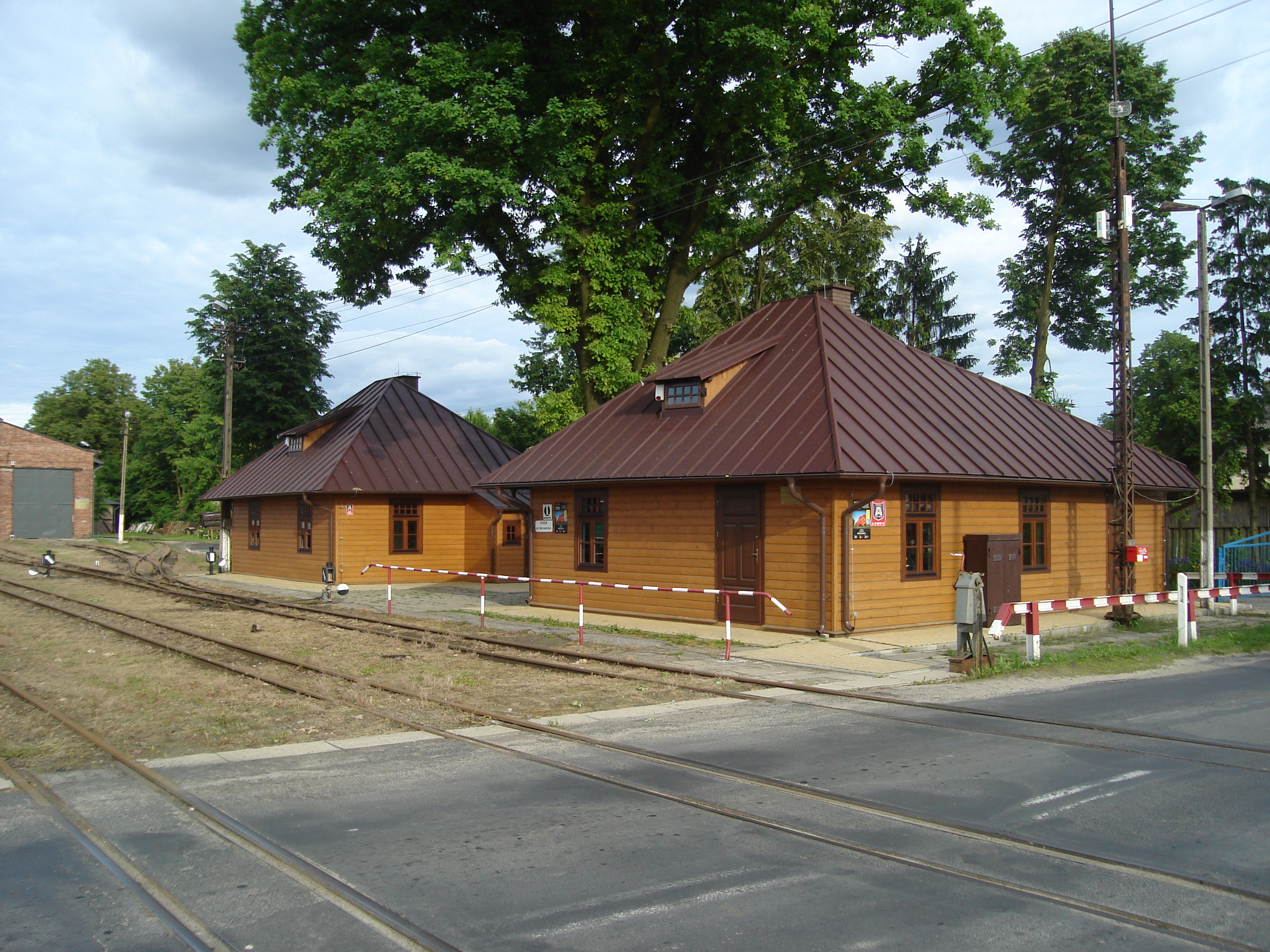
Budynki: muzeum i kasy
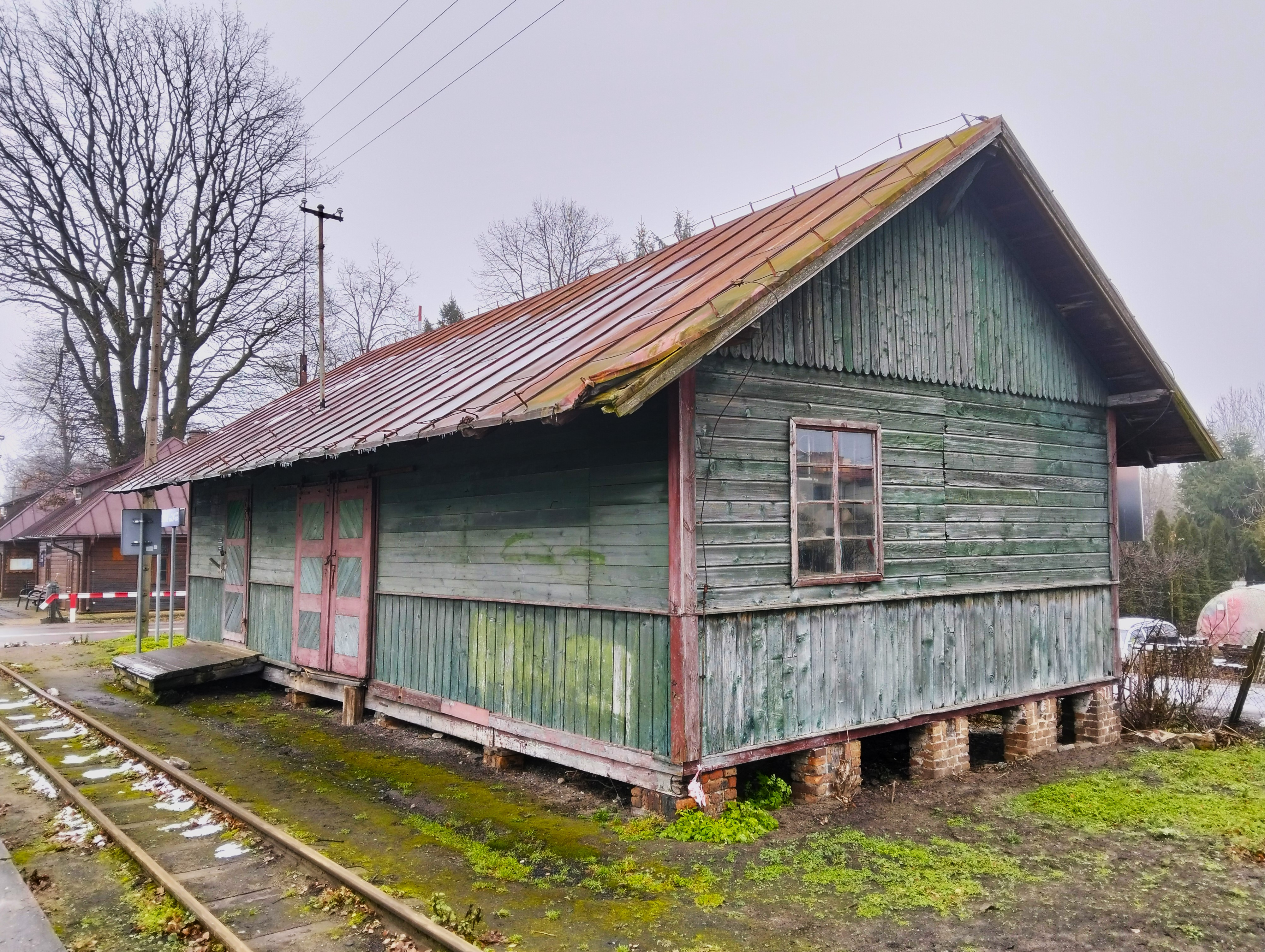
Magazyn stacyjny
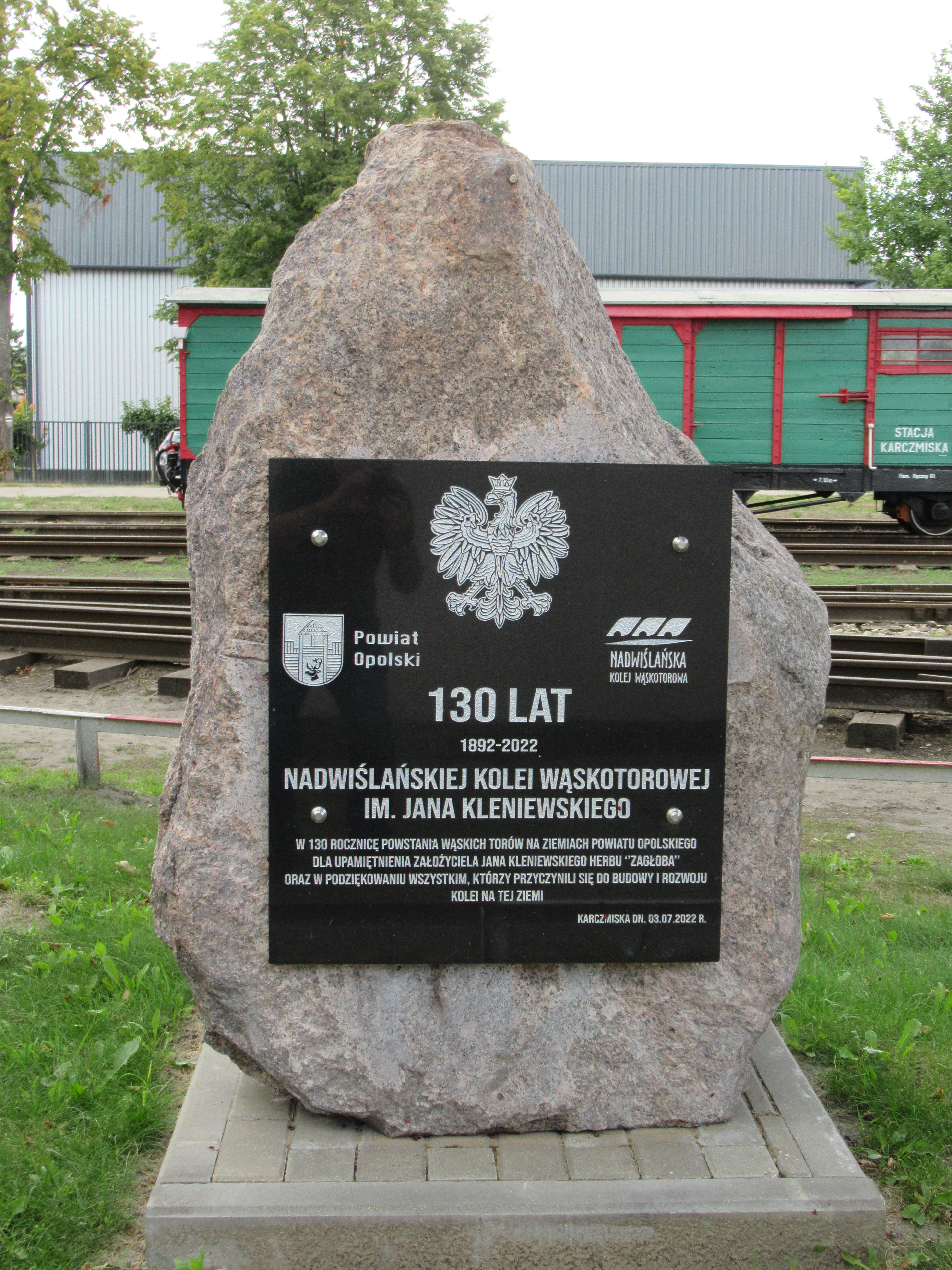
Kamień pamiątkowy
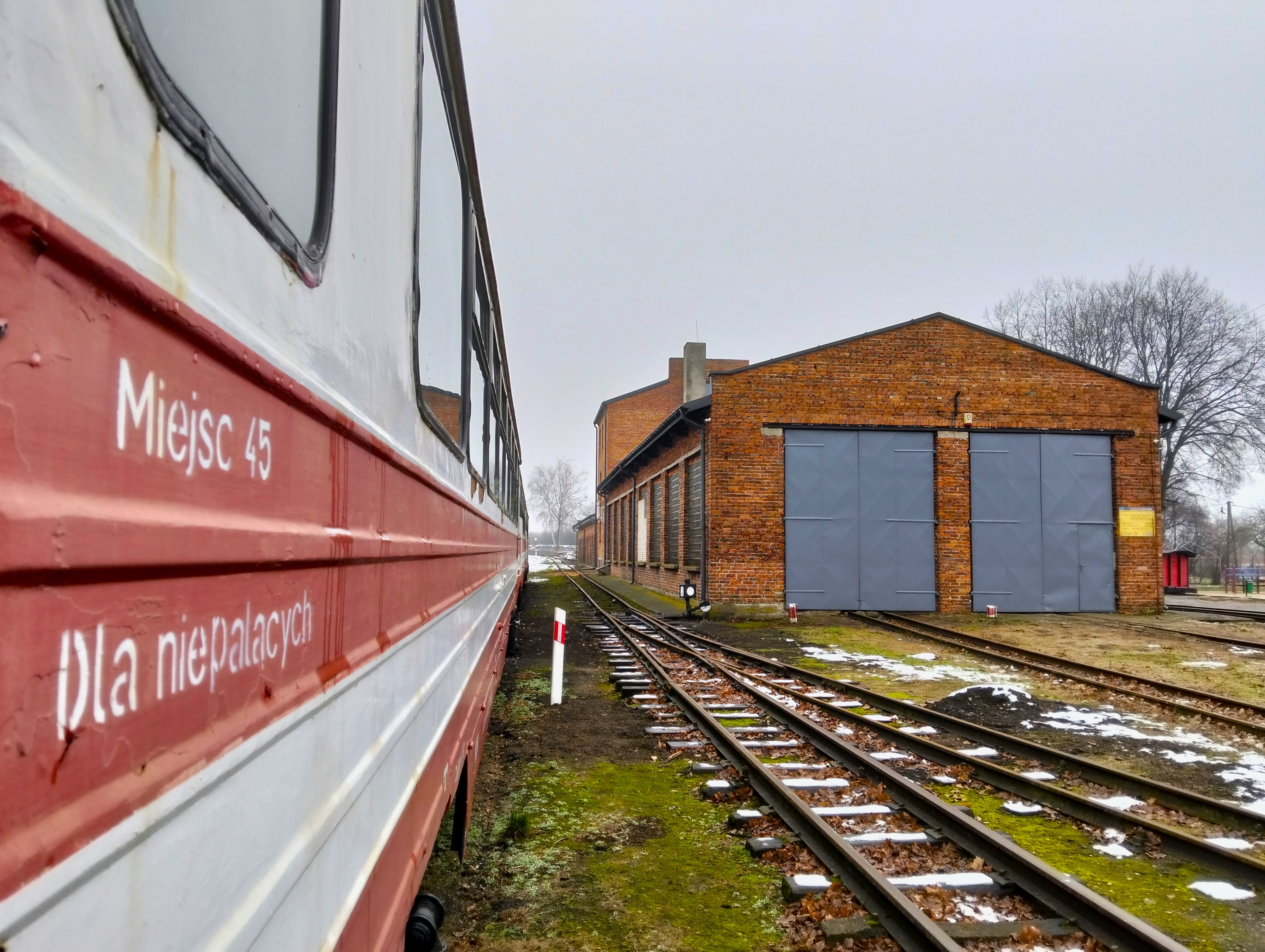
Lokomotywownia i wagon serii A20D-P